# Попаснянський провулок
Попасня́нський прову́лок — провулок у Солом'янському районі міста Києва, місцевість Відрадний. Пролягає від Волноваської та Козелецької вулиць до вулиці Миколи Василенка.

## Історія
Виник у 1-й чверті XX століття, мав назву Виборзький. 
Сучасна назва на честь міста Попасна — з 2022 року.

## Забудова
До провулку приписаний лише один будинок. Більшу частину провулку забудовано гаражами, для проходу залишено лише вузьку пішохідну стежку.

## Зображення

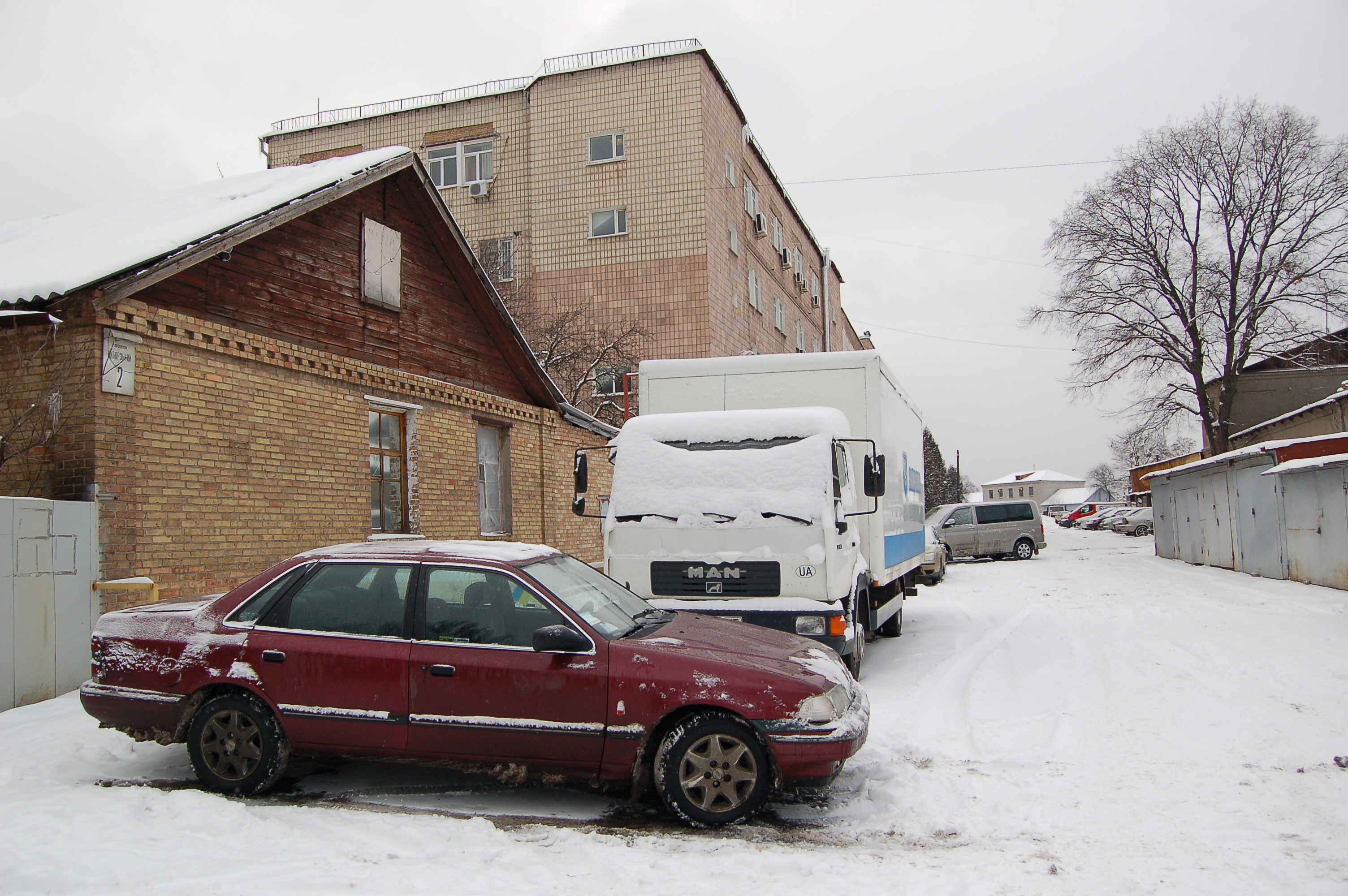
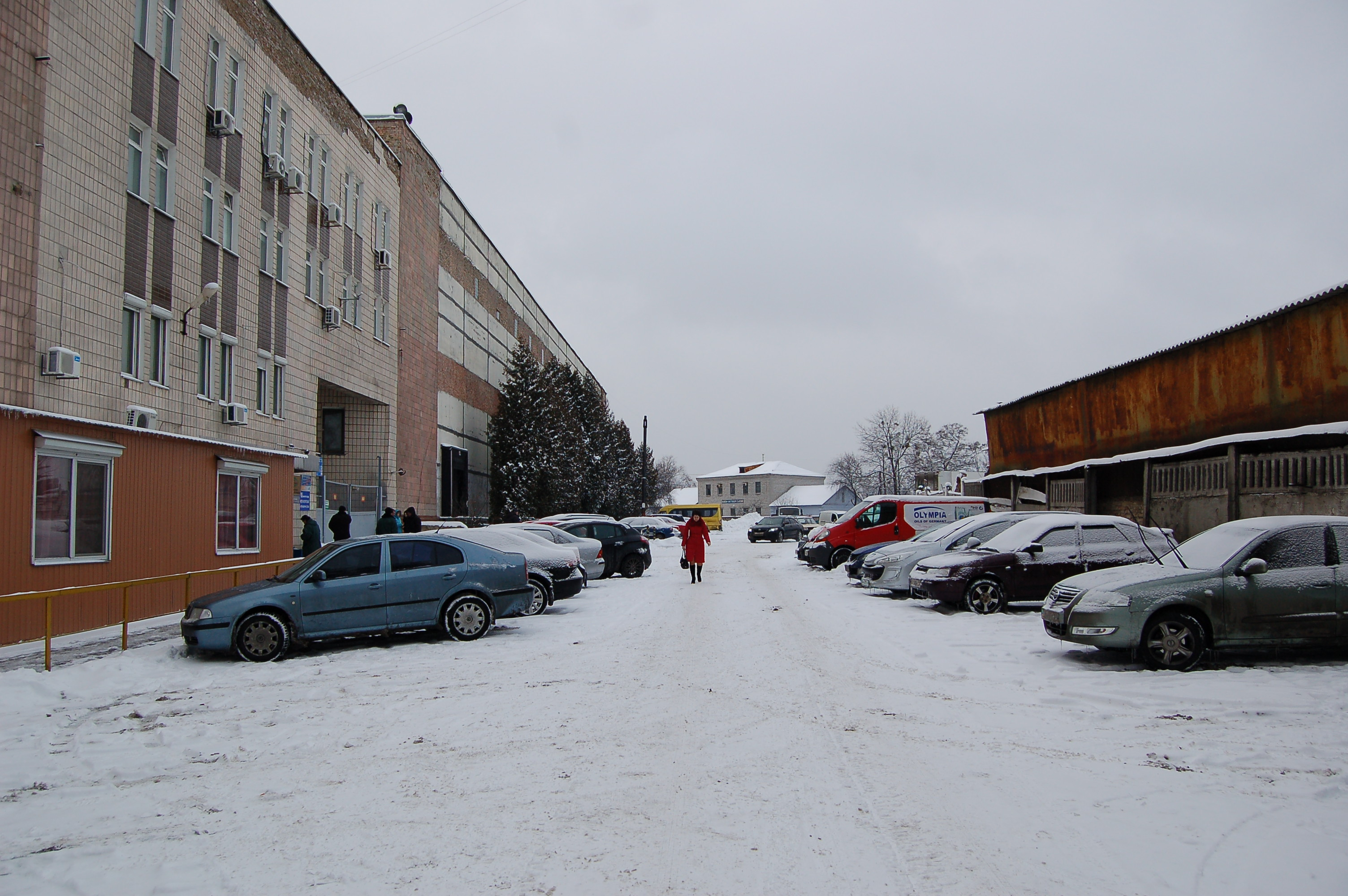
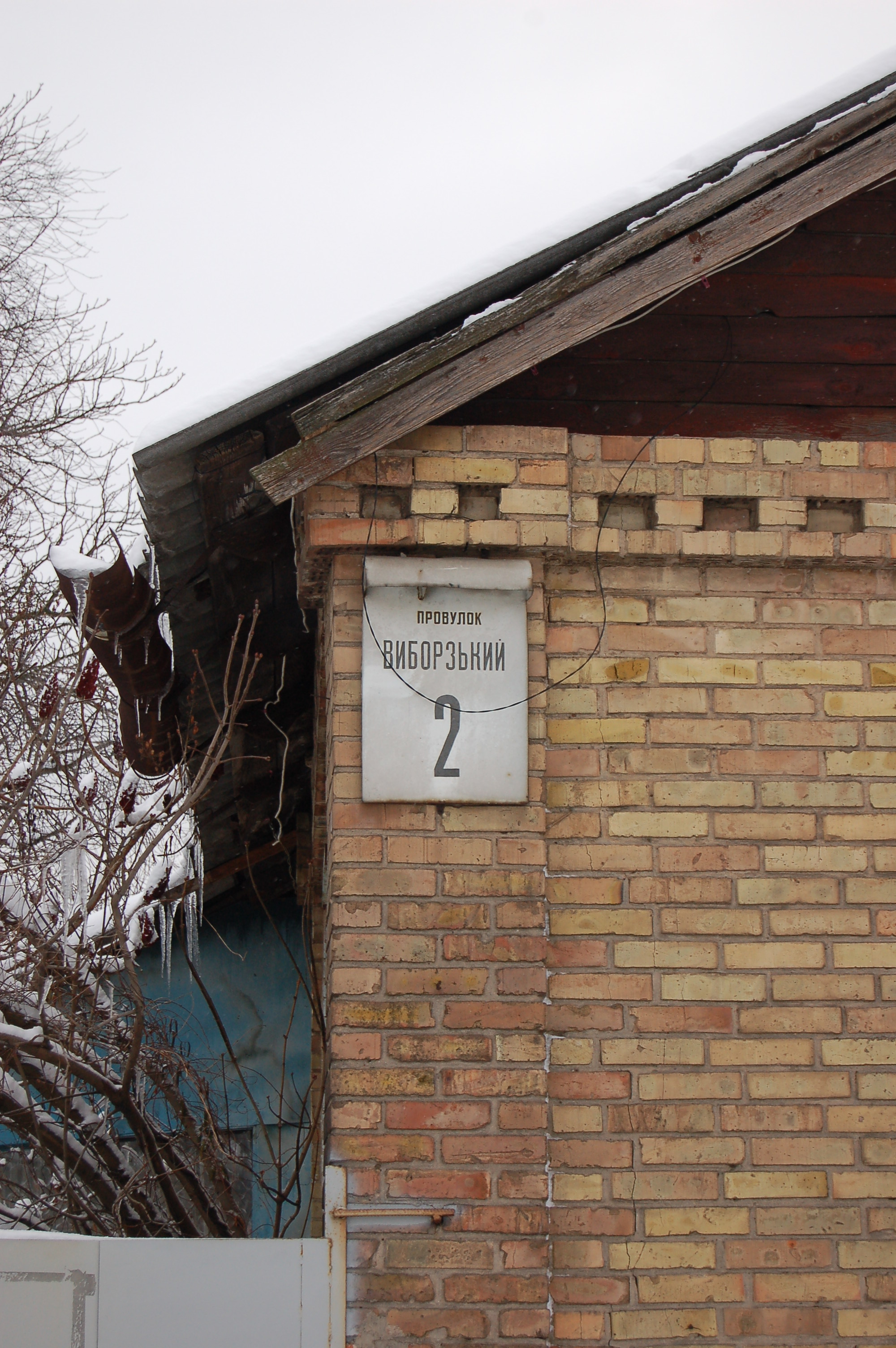